# 马克斯·约瑟夫广场

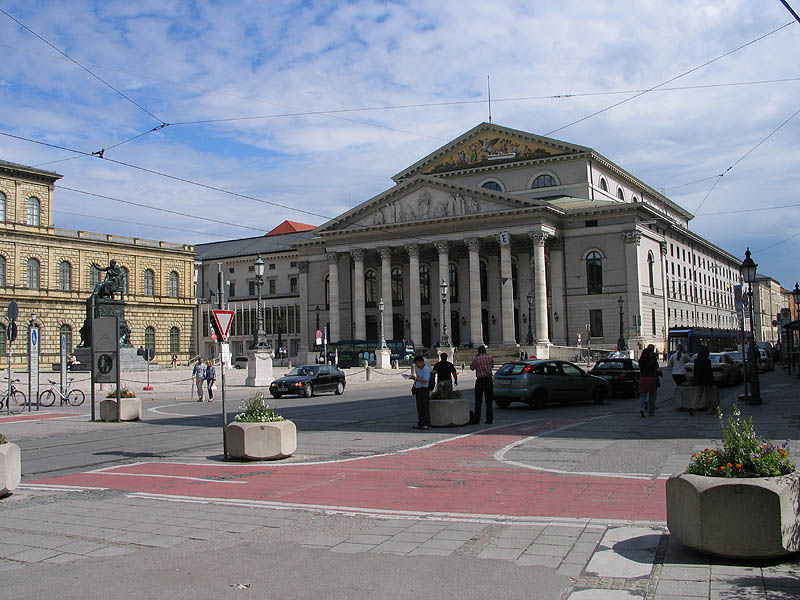
马克斯·约瑟夫广场

马克斯·约瑟夫广场（Max-Joseph-Platz）是慕尼黑市中心的一个大型广场，得名于巴伐利亚国王马克西米利安一世·约瑟夫。该广场是皇家大道马克西米利安街的西部起点。
马克斯·约瑟夫广场与其东侧科林斯柱式的慕尼黑国家剧院一同开辟于1818年。广场西侧则是中产阶级住宅。广场北侧为慕尼黑王宫的国王殿（Königsbau），模仿了佛罗伦萨的彼提宫。王宫剧院（Residenz Theatre）的立面位于国王殿与国家剧院之间。广场南侧是特林-耶滕巴赫宫（Palais Törring-Jettenbach）的新文艺复兴拱廊。
第二次世界大战后，在马克斯·约瑟夫广场修建了地下车库，其入口扰乱了广场的新古典主义的外观。